# Isole Batu
Le Isole Batu (indonesiano: Kepulauan Batu) è un gruppo di isole indonesiane.

## Geografia
L'arcipelago è posizionato nell'Oceano Indiano orientale al largo delle coste occidentali di Sumatra, tra le isole di Nias e Siberut dalla quale sono separate dall'omonimo stretto di Siberut.
Il gruppo è composto da 51 isole, di cui meno della metà abitate. Le isole principali sono Pini, Tanahmasa e Tanahbala. Il centro amministrativo è Pulau Telo. Le isole sono generalmente pianeggianti e ricoperte da foreste tropicali umide di latifoglie. La popolazione è malese o proto-malese, simile agli abitanti dell'isola di Nias.
L'attività principale è la coltivazione di palme da cocco, la produzione di copra, lo sfruttamento delle foreste e la pesca. Nell'ultimo decennio l'arcipelago è diventato anche una meta turistica, soprattutto per i surfisti, che la raggiungono attraverso la città di Padang, capitale della provincia di Sumatra Occidentale.